# Cyclosoma
Cyclosoma es un género de escarabajos  de la familia Chrysomelidae. En 1835 Guérin-Méneville describió el género. Contiene las siguientes especies:
- Cyclosoma bicostata Borowiec, 1999
- Cyclosoma mirabilis (Boheman, 1856)
- Cyclosoma palliata (Fabricius, 1787)